# Agüimes
Agüimes – gmina w Hiszpanii, w prowincji Las Palmas, we wspólnocie autonomicznej Wysp Kanaryjskich, o powierzchni 79,28 km². W 2011 roku gmina liczyła 29 912 mieszkańców.

## Sport
Na plaży Pozo Izquierdo (El Arenal), położonej w południowo-wschodniej części wyspy (region Santa Lucia de Tirajana) są rozgrywane zawody windsurfingowe organizowane przez PWA.